# The $5.98 E.P.: Garage Days Re-Revisited
The $5.98 E.P.: Garage Days Re-Revisited prvi je EP američkog heavy metal sastava Metallica. Ovo je prvi uradak na kojem svira novi basist Jason Newsted. Izdan je 1987. godine. U imenu se skriva Metallicin marketinški trik: naime, oni su namjerno u ime EP-a stavili i cijenu, kako prodavači u trgovinama ne bi mogli staviti neku višu cijenu te su tako pridobili još potpore svojih obožavatelja.

## Popis pjesama
1. Helpless
2. The Small Hours
3. The Wait
4. Crash Course In Brain Surgery
5. Last Caress / Green Hell
6. Whiskey in the Jar